# Nanteuil-sur-Aisne
Nanteuil-sur-Aisne è un comune francese di 124 abitanti situato nel dipartimento delle Ardenne nella regione del Grand Est.

## Società

### Evoluzione demografica
Abitanti censiti